# ایستگاه متروی خیابان وارن
ایستگاه متروی خیابان وارن (انگلیسی: Warren Street tube station) یکی از ایستگاه‌های خط ویکتوریا و خط شمالی متروی لندن است.
این ایستگاه که در منطقه کمدن لندن قرار دارد در سال ۱۹۰۷ میلادی تأسیس شده است.

## نگارخانه

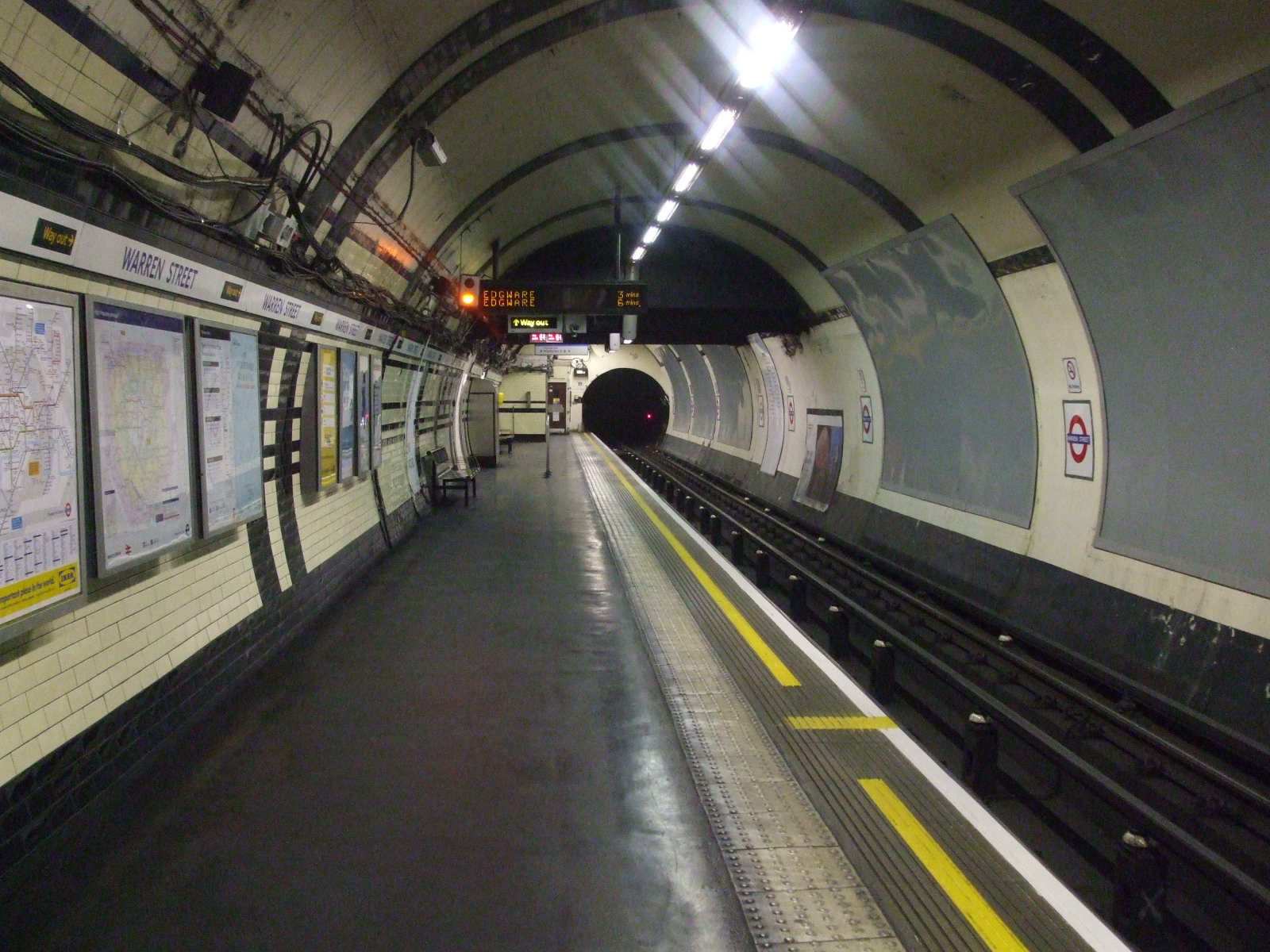
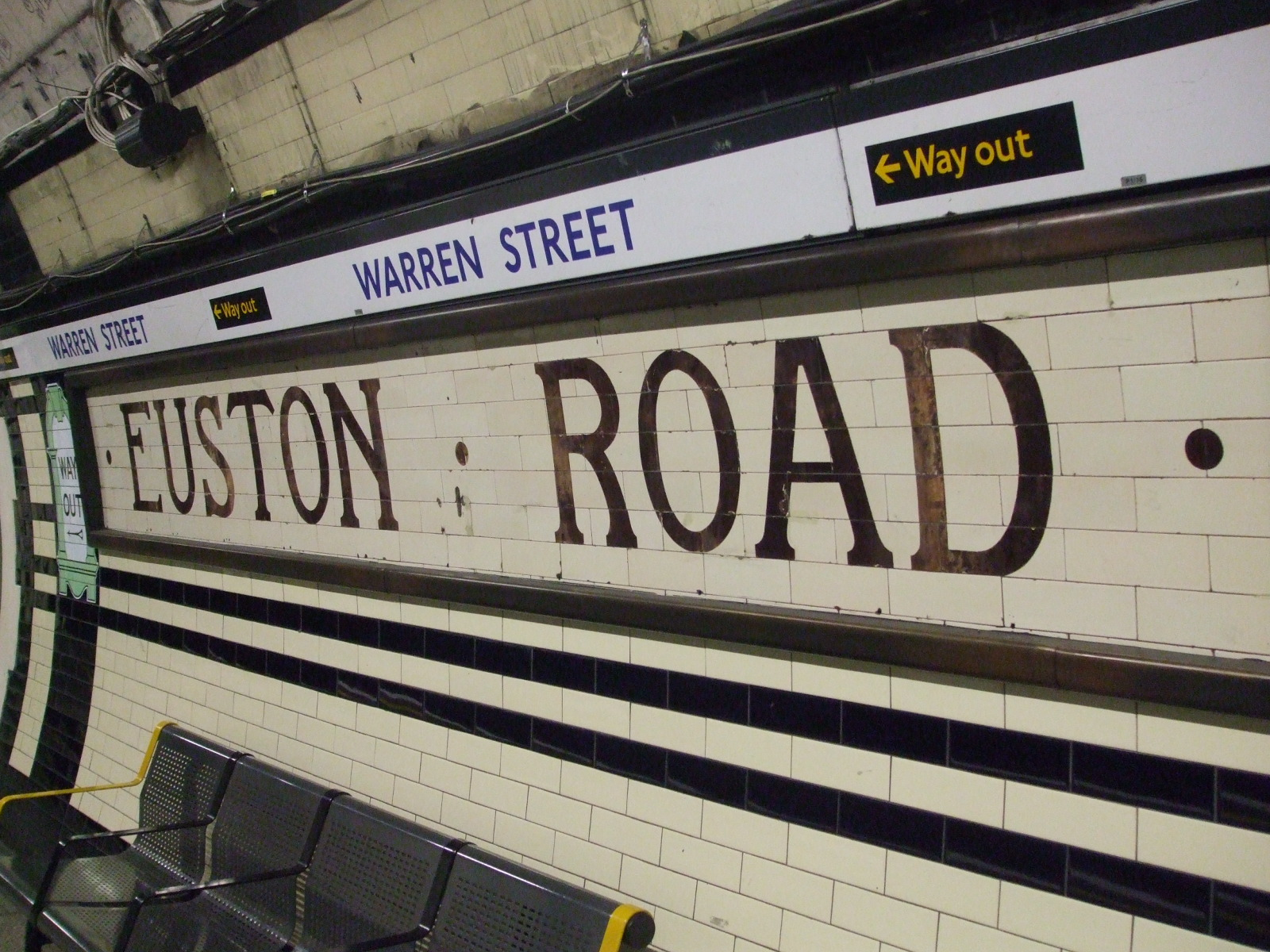
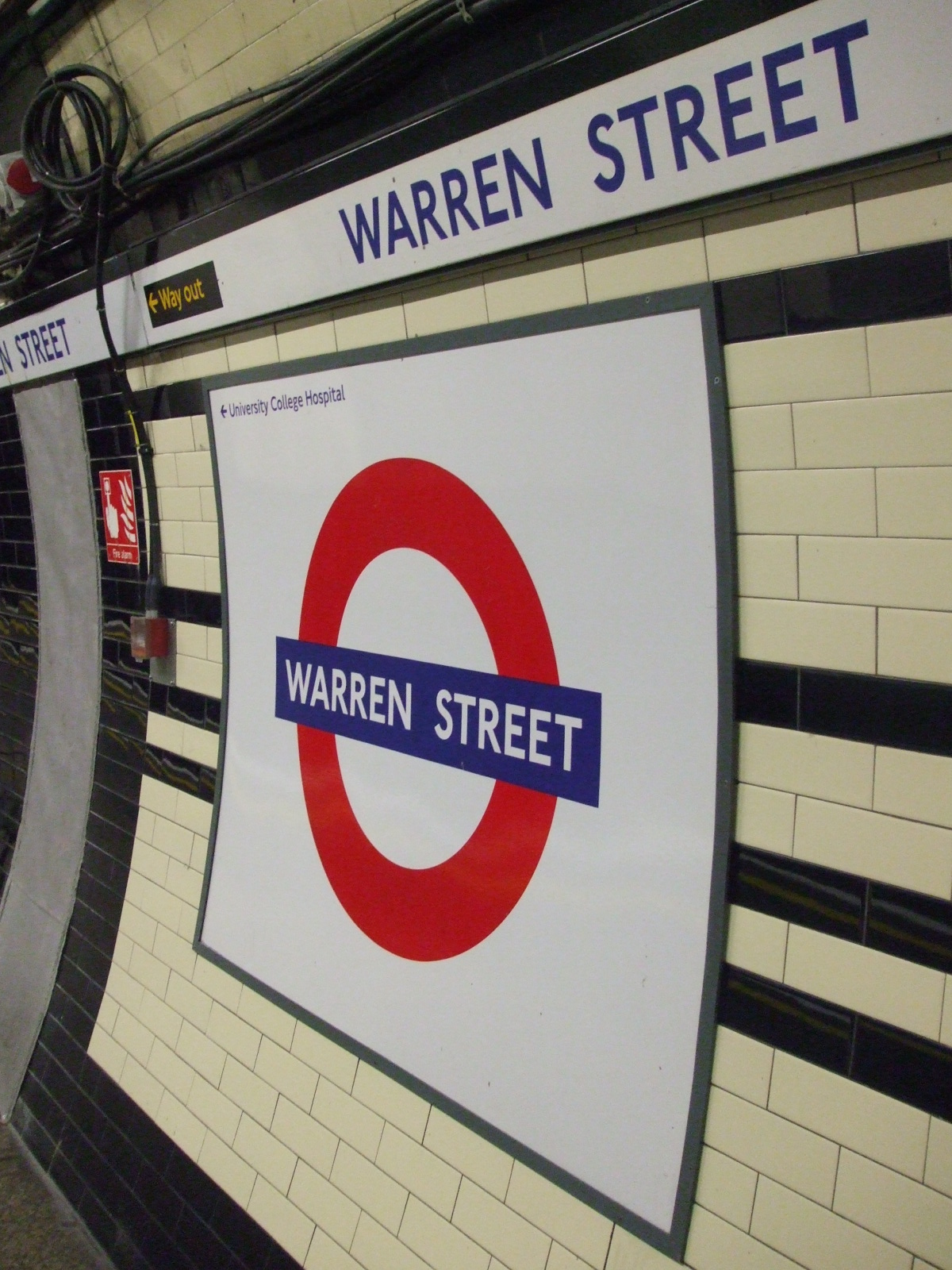
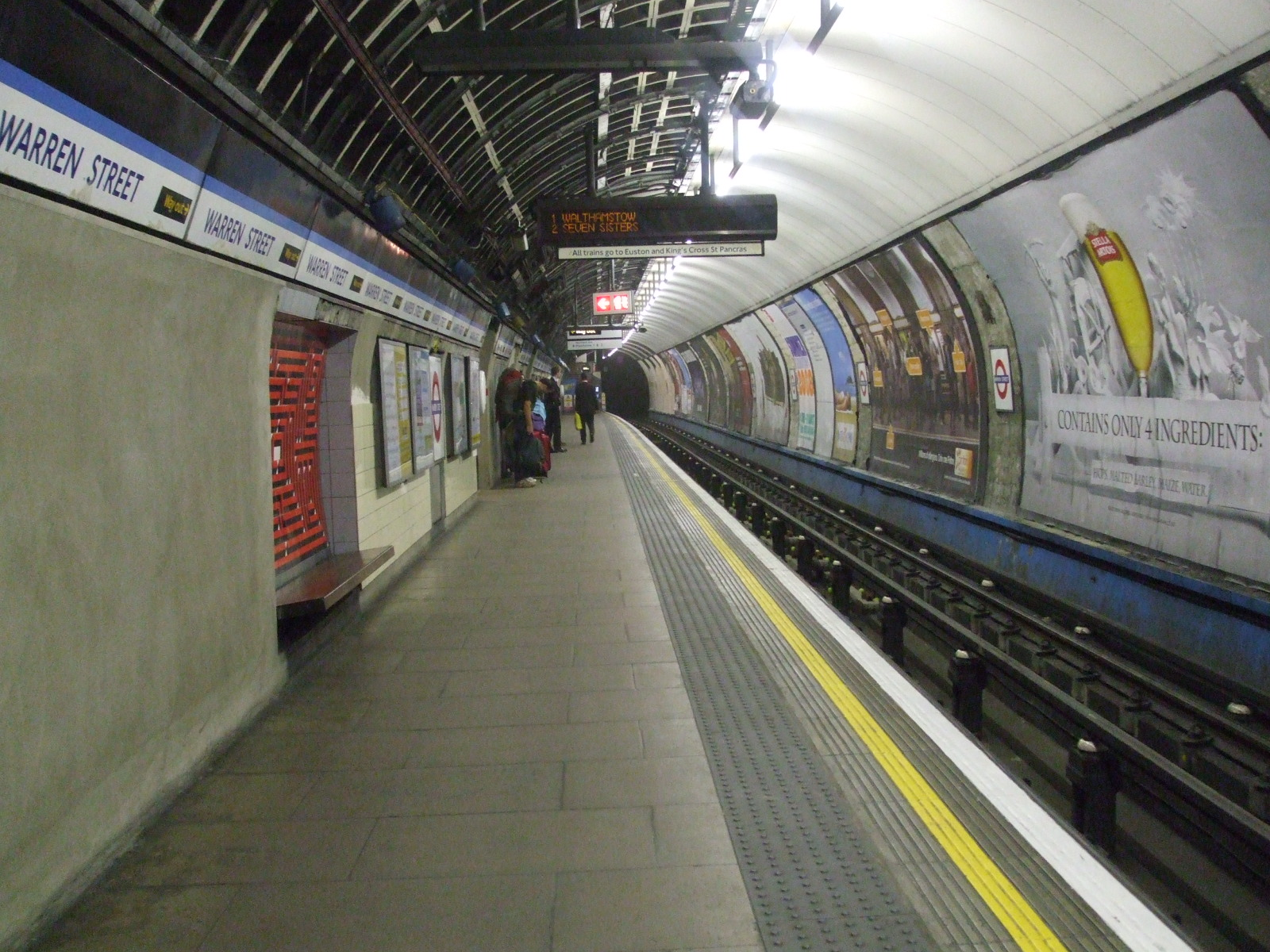
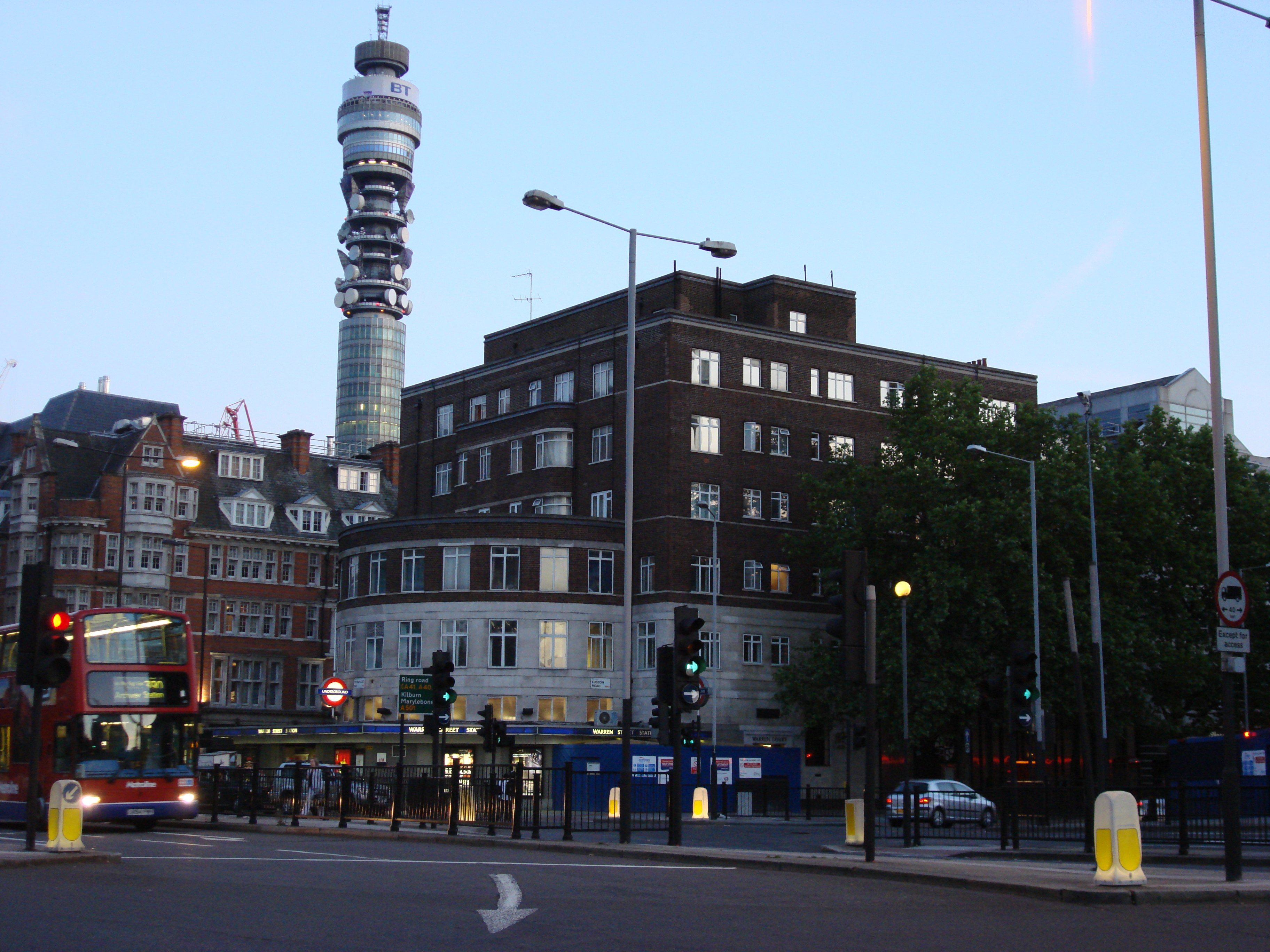